# Werner Schraut
Werner Schraut (Groß-Umstadt, 25 aprile 1951 – Groß-Zimmern, 22 settembre 2018) è stato un sollevatore tedesco occidentale che gareggiò nella categoria dei pesi leggeri (fino a 67,5 kg.).

## Biografia
Dopo aver ottenuto il 2º posto ai Campionati nazionali tedesco-occidentali, Werner Schraut fu convocato alle Olimpiadi di Monaco di Baviera 1972, dove si piazzò al 12º posto finale con 402,5 kg. nel totale di tre prove.
Quattro anni dopo partecipò anche alle Olimpiadi di Montréal 1976, classificandosi al 7º posto finale con 290 kg. nel totale di due prove.
L'anno seguente, ai Campionati mondiali ed europei di Stoccarda, concluse la gara con 292,5 kg. nel totale, terminando al 4º posto nella classifica mondiale ed al 3º posto in quella europea, ottenendo pertanto la medaglia di bronzo continentale.
Dopo quest'ultimo evento, non ebbe più risultati a livello internazionale.
Morì a Groß-Zimmern il 22 settembre 2018.